# Кранкшвестер
Кранкшвестер је хрватски хип хоп двојац из Осијека. Чланови бенда су 3ki Stil (Давор Милетић) и Sett (Хрвоје Марјановић). Познати су по намерно вулгарним, провокативним, сатиричним и саркастичним текстовима.
Највећи успех су постигли са андерграунд хитом Габер из 2017. године.

## Дискографија
- Кранкшвестер (2010)[2]
- Кранкшвестер II (2012)
- Кранкшвестер III (2014)
- Швестер је истина (2016)
- Кранкшвестер IV (2017)
- Кранкшвестер V  (2021)
- Добри Дечки (2024)

### Компилације
- Кранкшвестер BOX (2016)

### Соло албуми
- У потрази за неким чанкиром (2008)[5]

- Водич кроз живот за безбрижне (2009)[6]
- Антиклимакс I (2012)[7]
- Антиклимакс II (2012)[8]